# Царухи

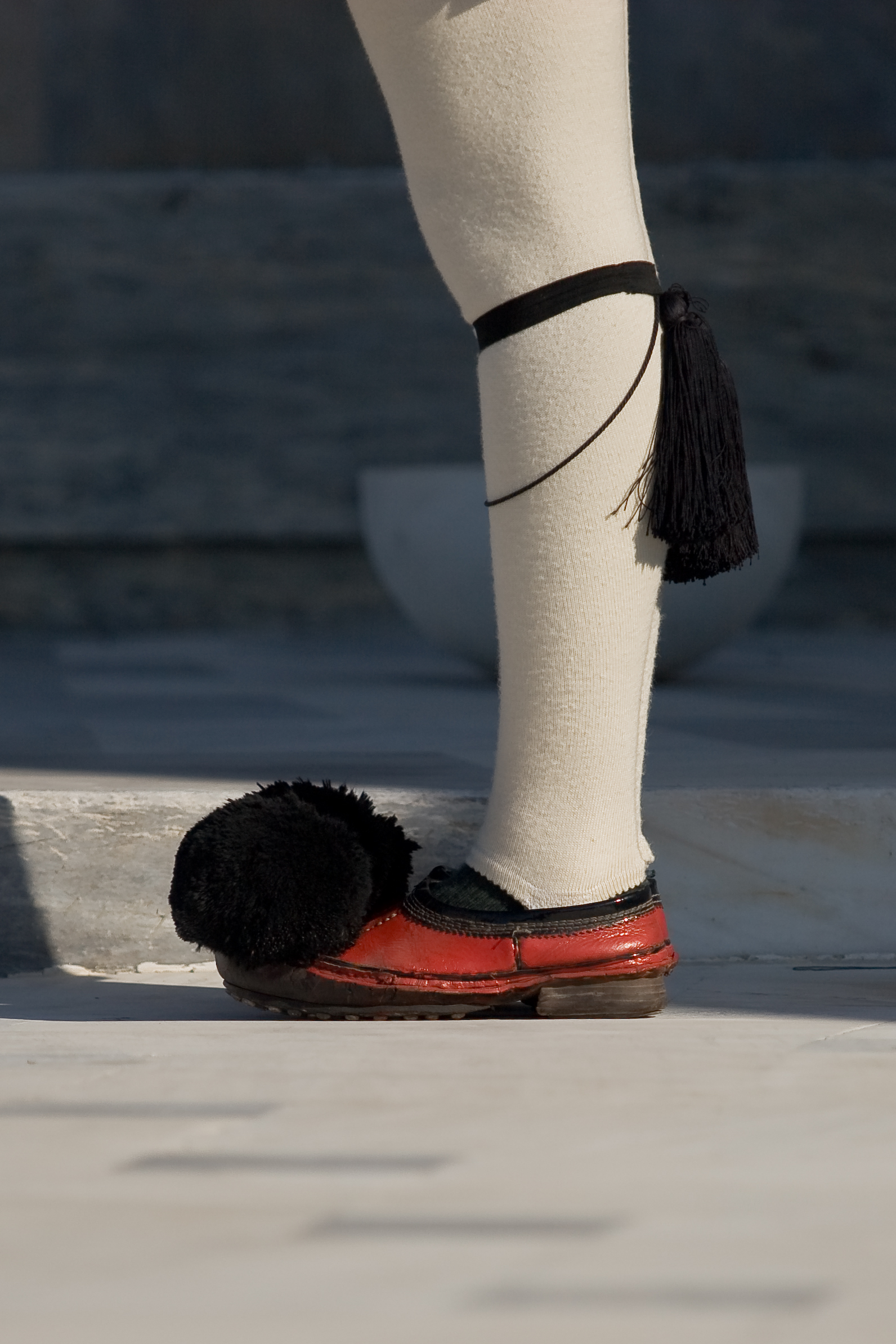
Царухи евзона

Царухи (грец. τσαρούχι, у множині грец. τσαρούχια) — один з видів шкіряних черевиків-сабо, частина національного грецького костюму.
Нині царухи поряд із фустанеллою та фареоном — елемент офіційної уніформи елітного підрозділу Збройних сил Греції — Президентської гвардії евзонів.

## Історія
Слово походить від турецького тур. carik, що означає «царський». Первинно царухи — шкіряні черевики, які носили селяни здебільшого материкової Греції, але також в деяких районах Балкан та в Османській імперії у 19 — на початку 20 століття.
Царухи виготовляли з сирої або вичиненої шкіри «τελατίνι», яка мала яскравий червоний колір. Зазвичай на носку царухи мали великий помпон. Помпон для чоловіків фарбувався у чорний колір, а для жінок та дітей — у барвисті кольори. Черевики звичайних селян були повсякденними і не мали прикрас, у той час як у заможних греків прикрашались мереживом і стразами.
Кожний сучасний царух евзона важить близько 3 кг та підбитий 60 сталевими цвяхами, аби евзон не спіткнувся через слизьку підошву та міг ефектно цокати по бруківці. Підошва царухів товста та дерев'яна. Кумедні помпони колись мали важливе практичне значення для воїнів: у них вони ховали нагострені ножі.